# Мартін Дворжак
Мартін Дворжак (чеськ. Martin Dvořák;11 листопада 1956) — чеський політик, дипломат, економіст, оглядач, а з травня 2023 року міністр у справах Європи в уряді Петра Фіали. З 2021 по 2023 роки він був заступником міністра закордонних справ Чехії. У 1990—1998 роках він був мером міста Градець-Кралове від Громадянського форуму, а потім від ODA. Наразі є учасником руху STAN.

## Біографія
Мартін Дворжак народився в Празі, але родина незабаром переїхала до Пардубиці, де він закінчив дев'ятирічну початкову школу та чотирирічну гуманітарну середню школу. Після першої невдалої спроби вступити до DAMU у Празі, він завершив навчання в технікумі в Турнові. Після його закінчення та ще однієї невдалої спроби вивчати театральну драматургію він був прийнятий до Вищої школи економіки в Празі, який закінчив у 1982 році.
У 2016 році Мартін Дворжак був відзначений нагородою Целестина Опіца Боніфратрів за догляд за хворими та нужденними та за його гуманітарну роботу та діяльність у сфері розвитку в Косово та Іраку, а також за життєве ставлення до служіння людям і суспільству.

## Політична діяльність
Дворжак відмовився вступати в Комуністичну партію, а з 1988 року брав участь у більшості акцій проти комуністичного режиму. В листопаді 1989 року він і його друзі заснували організацію Громадянський форум в місті Градець-Кралове. У березні 1990 року він був переведений на посаду віце-голови тодішнього окружного національного комітету в Градець-Кралове. На муніципальних виборах 1990 року перемогла «Демократична коаліція Градець-Кралове», і нова рада вперше обрала його на посаду мера Градець-Кралове. На муніципальних виборах 1994 року як член від ODA, яка, як і багато політичних партій, виникла з Громадянського форуму, йому вдалося зберегти посаду мера. Однак у 1998 році Мартін Дворжак вийшов з партії через незгоду з тим, як ODA вирішувала проблеми з її фінансуванням. Будучи мером Градець-Кралове, він також був членом правління в 1992—1996 роках і віце-головою Союзу міст і муніципалітетів Чехії в 1994—1996 роках.
У вересні 1998 року Мартіна Дворжака було усунено з посади міського голови, а через місяць обрано головою новоствореної організації «Міські вибори» (чеськ. Volba pro město) (VPM), яка була заснована як політична партія муніципального спрямування. На муніципальних виборах 1998 року вона отримала найбільшу кількість голосів, що робить VPM другою за силою партією в місті з 22 % голосів виборців, але цього результату було недостатньо, щоб отримати місця в міській раді, і VPM перейшла до опозиції.
Влітку 1999 року Мартін Дворжак був запрошений Радою Європи взяти участь в адміністративній місії ООН у Косово (UNMIK), де він послідовно працював адміністратором міст Істок і Джяковиця а також як директор департаменту розвитку місцевого самоврядування в регіоні Печ. Після повернення з місії Дворжак присвятив себе підготовці до муніципальних виборів і виборів до сенату в Градец-Кралове, на яких він також балотувався. На виборах до Сенату в окрузі № 45 він пройшов до другого туру, в якому зпрограв своєму опоненту, сенатору Карелу Бартаку. Натомість на муніципальних виборах Мартін Дворжак набрав найбільшу кількість голосів що підняло його з десятого місця в списку кандидатів на перше та дало змогу стати депутатом міської ради вчетверте.
З липня 2003 року Дворжак працював в Іраку, де як один із чеських експертів у Адміністрації перехідної коаліції (CPA), спочатку працював у Басрі над створенням місцевого самоврядування в південній частині Іраку, згодом був запрошений до адміністративної команди Ради з міжнародної координації (CIC) у Багдаді, де він працював заступником директора департаменту з координації донорів. З 1 квітня 2004 року Мартін Дворжак стає співробітником Міністерства закордонних справ Чехії. З січня 2005 року по липень 2009 року працював бізнес-радником у Посольстві Чехії в США у Вашингтоні. З 2009 по 2012 рік був директором Департаменту двосторонніх економічних відносин та підтримки експорту.
На муніципальних виборах у 2010 році Мартін Дворжак був обраний представником Градець-Кралове, коли очолив пост кандидата від партії Міські вибори. У грудні 2012 року він склав повноваження представника, оскільки у вересні того ж року був призначений генеральним консулом Чеської Республіки в Нью-Йорку. На цій посаді він працював до 2017 року, до моменту коли був призначений надзвичайним і повноважним послом Чехії в Кувейті. Обійнявши посаду у вересні 2017 року.
На парламентських виборах 2021 року він балотувався як член руху STAN у Краловоградецькому регіоні посівши 5 місце, уступивши альянсу Пірати і Старости. У грудні 2021 року Мартіна Дворжака призначили політичним заступником міністра закордонних справ Чехії Яна Ліпавського.
На муніципальних виборах у 2022 році балотувався до ради Градець-Кралове від руху STAN, втім результати були неуспішні.
Після переходу міністра з європейських справ Мікулаша Бека в Міністерство освіти Дворжак прийняв пропозицію замінити його на посаді в квітні 2023 року.

## Політичні переконання
Як посол Чехії в еміраті Кувейт, який не визнає існування Ізраїлю, Дворжак опублікував селфі з прапором Ізраїлю та підписом «Я за Ізраїль». Це стало відповіддю на ізраїльсько-палестинські сутички в травні 2021 року. Згодом кувейтські дипломати викликали Дворжака, пізніше він висловив своє «надзвичайне каяття» у відкритому листі та вибачився перед «усіма кувейтцями та палестинцями» за відсутність поваги до «невинних палестинських жертв».
В інтерв'ю Seznam Zprávy Дворжак розкритикував «бруд», який творить «режим Орбана» в Угорщині.